# Resolutie 94 Veiligheidsraad Verenigde Naties
Resolutie 94 van de Veiligheidsraad van de Verenigde Naties van eind mei 1951 werd unaniem aangenomen op de 548ste vergadering van de Veiligheidsraad.

## Inhoud
De Veiligheidsraad betreurde het overlijden van rechter José Philadelpho de Barros e Azevedo (Brazilië) op 7 mei. Er werd opgemerkt dat hierdoor gedurende de rest van de ambtstermijn van de overledene een positie in het Hof vacant was, die volgens het Statuut van het Internationaal Gerechtshof moest worden ingevuld. In overeenstemming met artikel °14 van het Statuut zou de datum van de verkiezing om deze positie in te vullen worden vastgelegd.
Besloten werd dat de verkiezing zou plaatsvinden tijdens de zesde sessie van de Algemene Vergadering. Voorts werd besloten dat deze verkiezing moest plaatsvinden vóór de verkiezing van vijf posities van welke de ambtstermijn op 5 februari 1952 afliep.

## Nasleep
Op 6 december werd Azevedo's landgenoot Levi Fernandes Carneiro gekozen als plaatsvervanger.

## Verwante resoluties
- Resolutie 99 Veiligheidsraad Verenigde Naties
- Resolutie 105 Veiligheidsraad Verenigde Naties
- Resolutie 117 Veiligheidsraad Verenigde Naties
- Resolutie 708 Veiligheidsraad Verenigde Naties

Lijst ·  90 ·  91 ·  92 ·  93 ·  94 ·  95 ·  96